# Geomyersia glabra
Geomyersia glabra es una especie de escincomorfos de la familia Scincidae.

## Distribución geográfica
Es endémica archipiélago de las islas Salomón (Bougainville (Papúa Nueva Guinea) e Islas Salomón).

## Estado de conservación
Se encuentra amenazada por la pérdida de su hábitat natural.